# Giải Grammy cho thu âm nhạc dance/điện tử xuất sắc nhất
Giải Grammy cho thu âm nhạc dance/điện tử xuất sắc nhất (tiếng Anh: Grammy Award for Best Dance/Electronic Recording) là một hạng mục trong giải Grammy (trước đây có tên là giải Gramophone) được Viện hàn lâm Nghệ thuật Thu âm Hoa Kỳ thành lập năm 1998 nhằm trao tặng cho những nghệ sĩ có thành tích xuất sắc nhất trong lĩnh vực nhạc dance. Các đề cử được thông báo bởi Viện hàn lâm Khoa học và Nghệ thuật ghi âm quốc gia Hoa Kỳ nhằm "vinh danh những thành tích xuất sắc trong lĩnh vực âm nhạc mà không cần tiêu chí doanh số hay vị trí xếp hạng".
Tác phẩm đầu tiên đoạt giải Grammy cho Thu âm nhạc dance xuất sắc nhất là bài hát "Carry On" của Donna Summer và Giorgio Moroder vào năm 1998. Năm 2003, Viện hàn lâm sáng lập ra một hạng mục mới dành cho album là Album nhạc điện tử/dance xuất sắc nhất. Theo Viện hàn lâm, Giải Grammy cho Thu âm nhạc dance xuất sắc nhất được trao cho các ca khúc hát đơn, hát theo cặp, hát theo nhóm hoặc hát hợp tác (có thể là bằng giọng hát hoặc bằng nhạc cụ). Giải thưởng được trao cho nghệ sĩ, nhà sản xuất và người trộn âm. Kỹ sư và tác giả bài hát có thể nộp đơn xin một Chứng chỉ cho người chiến thắng.
Skrillex nắm giữ kỷ lục 3 lần thắng cử, xếp sau là Justin Timberlake, Diplo và The Chemical Brothers mỗi người thắng hai lần. Bonobo, The Chemical Brothers và Madonna chung kỷ lục nhiều đề cử nhất với 5 lần cho mỗi người. Bonobo còn nắm giữ kỷ lục nhiều đề cử nhất mà chưa thắng lần nào.

## Lịch sử
Mặc dù ban đầu đây không phải là một hạng mục chính thức nhưng Ellyn Harris và Ủy ban vì Sự phát triển của Nhạc Dance đã cố gắng thuyết phục Viện hàn lâm hơn hai năm để vinh danh nhạc dance. Một vài thành viên của Viện hàn lâm tranh cãi rằng liệu nhạc dance có thể là một thể loại âm nhạc thực thụ, trong khi số khác lo lắng rằng nhạc dance không phải là một thể loại có từ lâu, và sợ rằng hạng mục sẽ sớm giải tán giống như hạng mục Thu âm disco xuất sắc nhất (chỉ được trao thưởng năm 1980).
Năm 1998, những nỗ lực của Ellyn Harris đã được đền đáp khi Donna Summer cùng với Giorgio Moroder chiến thắng hạng mục lần đầu tiên với bài hát "Carry On". Viện hàn lâm cho rằng nhạc dance chỉ là "thứ mà một ca sĩ nhạc pop tạo ra trong những khoảng thời gian phù phiếm nhất", còn Ivan Bernstein, giám đốc điều hành một chi nhánh của cơ sở tại Florida cho rằng sẽ không có hạng mục này nếu Viện hàn lâm không cân nhắc về chất lượng nhạc dance.
Bắt đầu từ giải Grammy lần thứ 64 vào năm 2022, hạng mục được đổi tên lần nữa từ Thu âm nhạc dance xuất sắc nhất sang Thu âm nhạc dance/điện tử xuất sắc nhất. Bắt đầu từ giải Grammy lần thứ 66 vào năm 2024, một hạng mục chị em là Thu âm nhạc pop dance xuất sắc nhất đã ra đời nhằm tránh cho các nghệ sĩ nhạc pop đã thành danh đưa nhạc dance vào tác phẩm của họ khỏi thống trị hạng mục so với các nghệ sĩ thuần về nhạc dance.

## Nội dung thắng giải

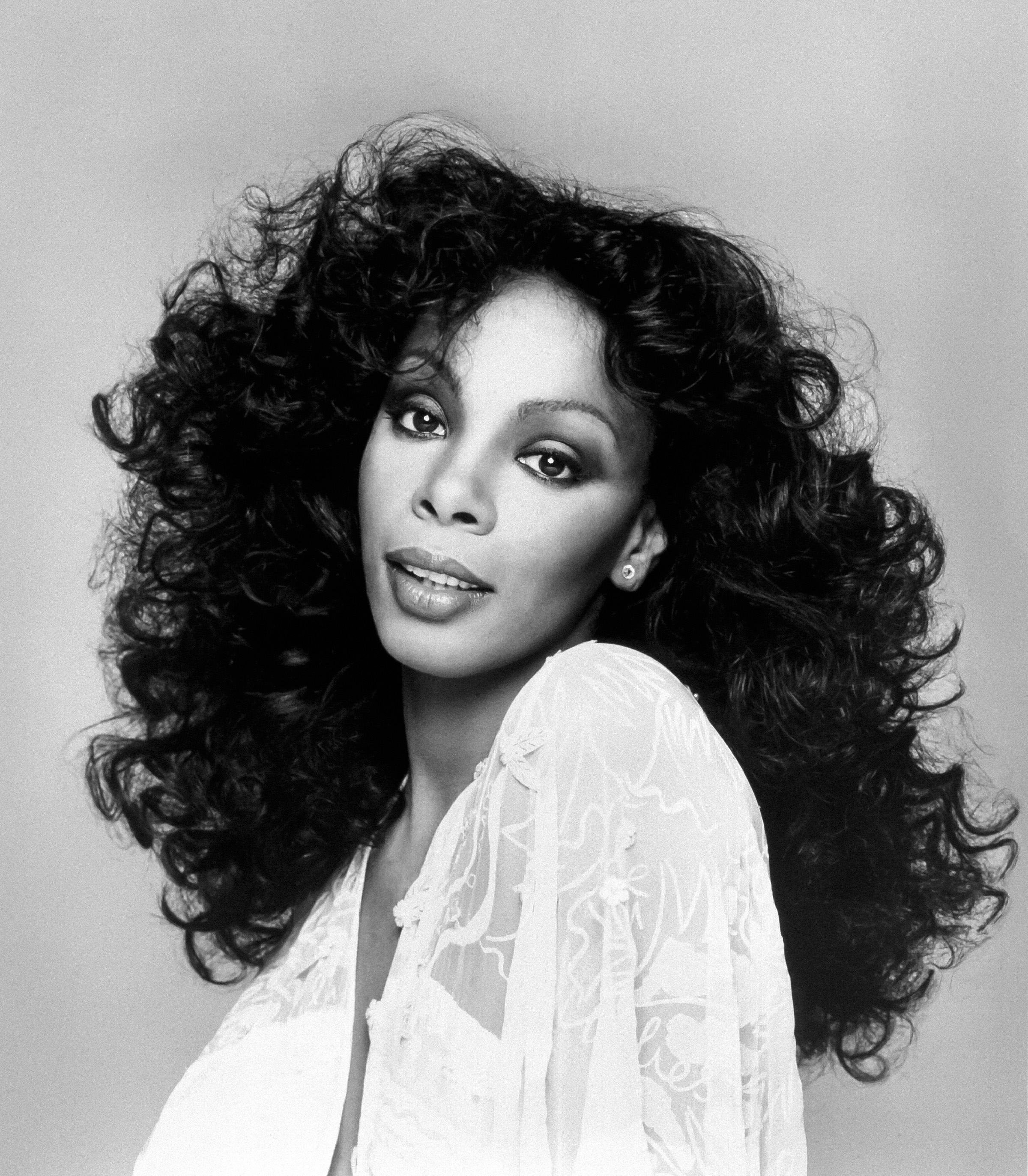
Donna Summer là nghệ sĩ đầu tiên nhận giải thưởng này vào năm 1998 cùng với Giorgio Moroder.

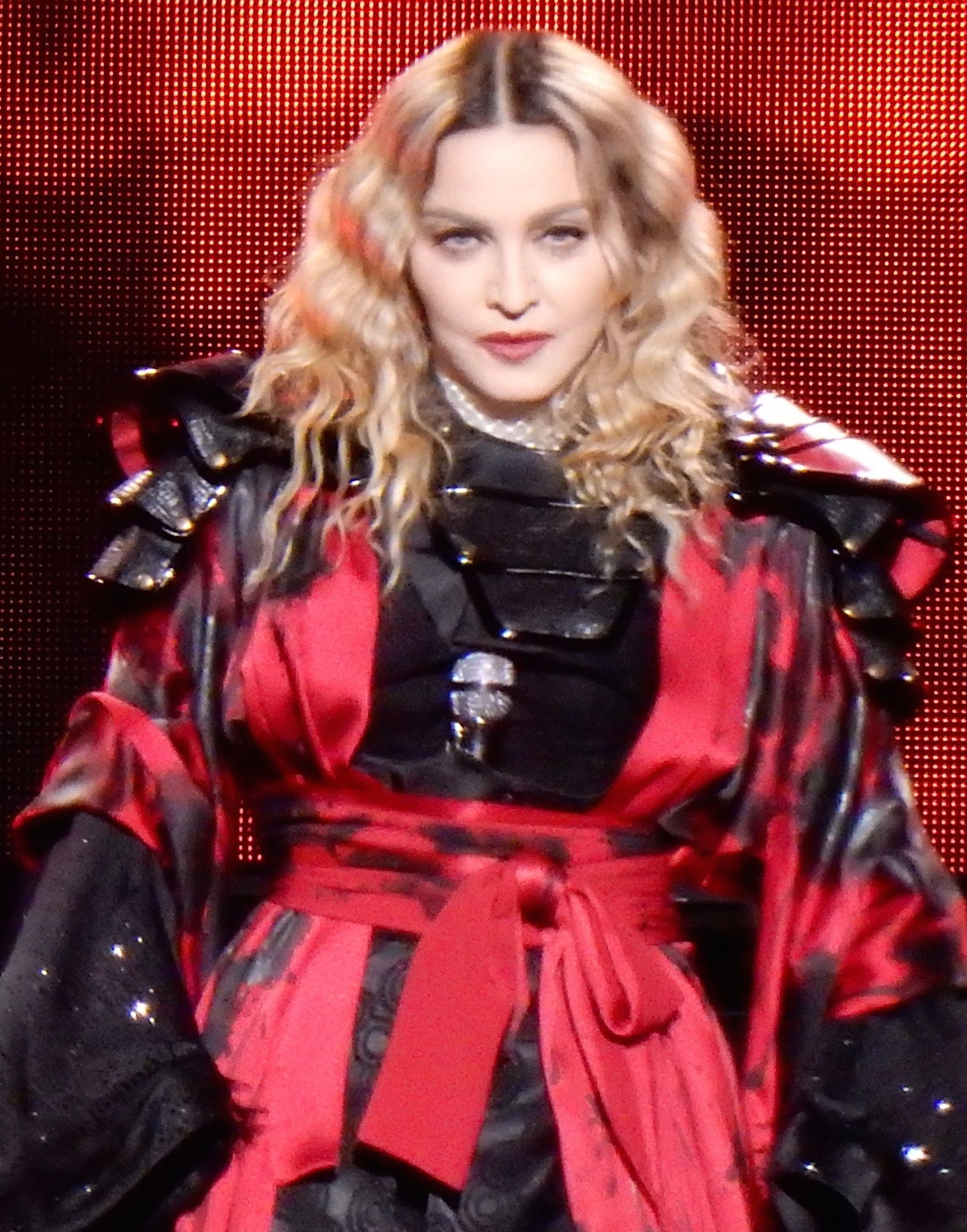
Nghệ sĩ giành giải vào 1999, Madonna.

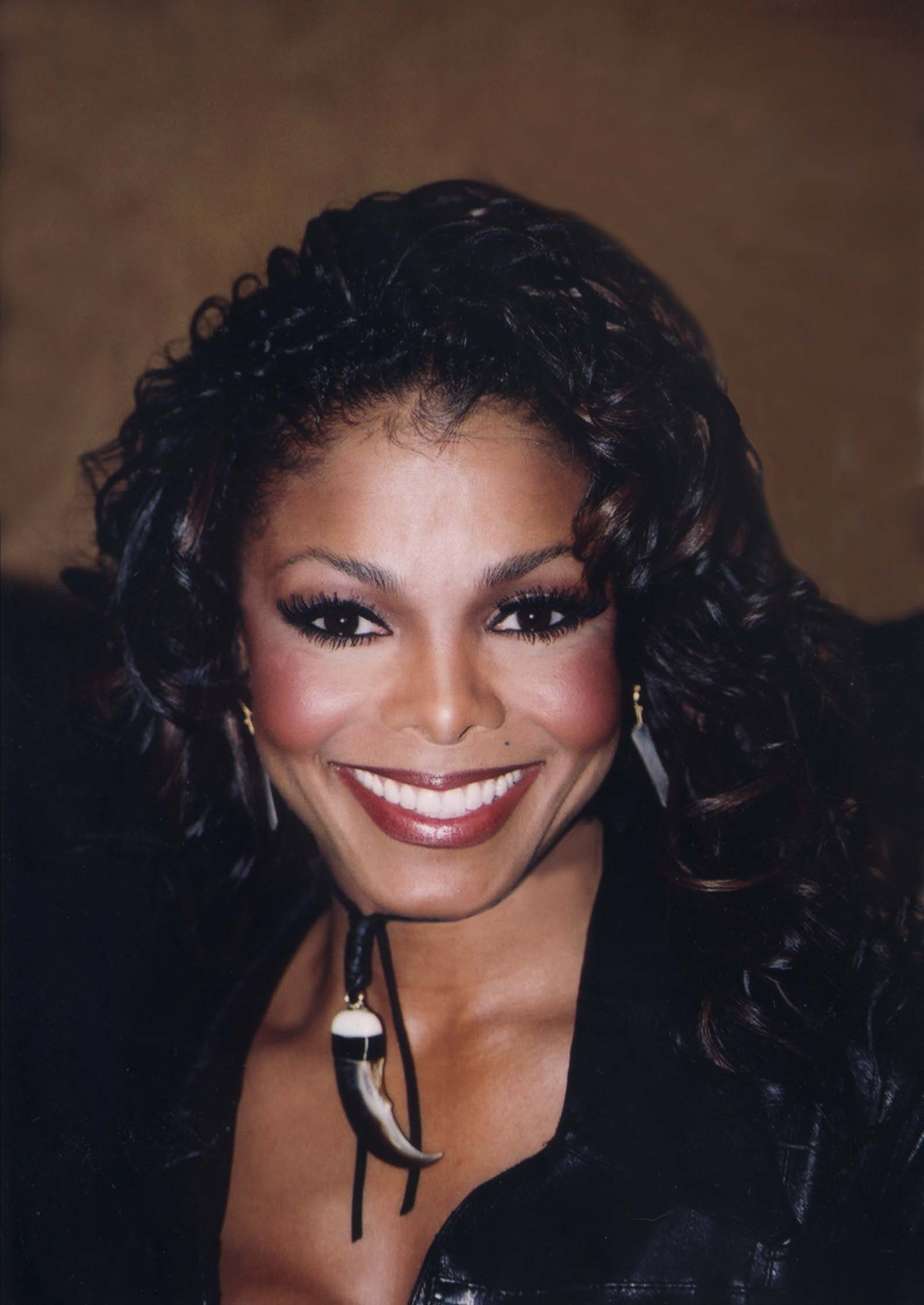
Nghệ sĩ giành giải vào 2002, Janet Jackson.

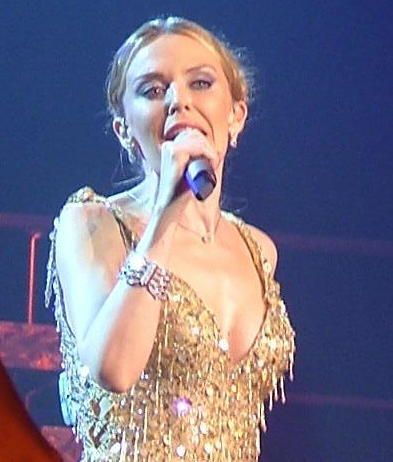
Nghệ sĩ giành giải vào 2004, Kylie Minogue.

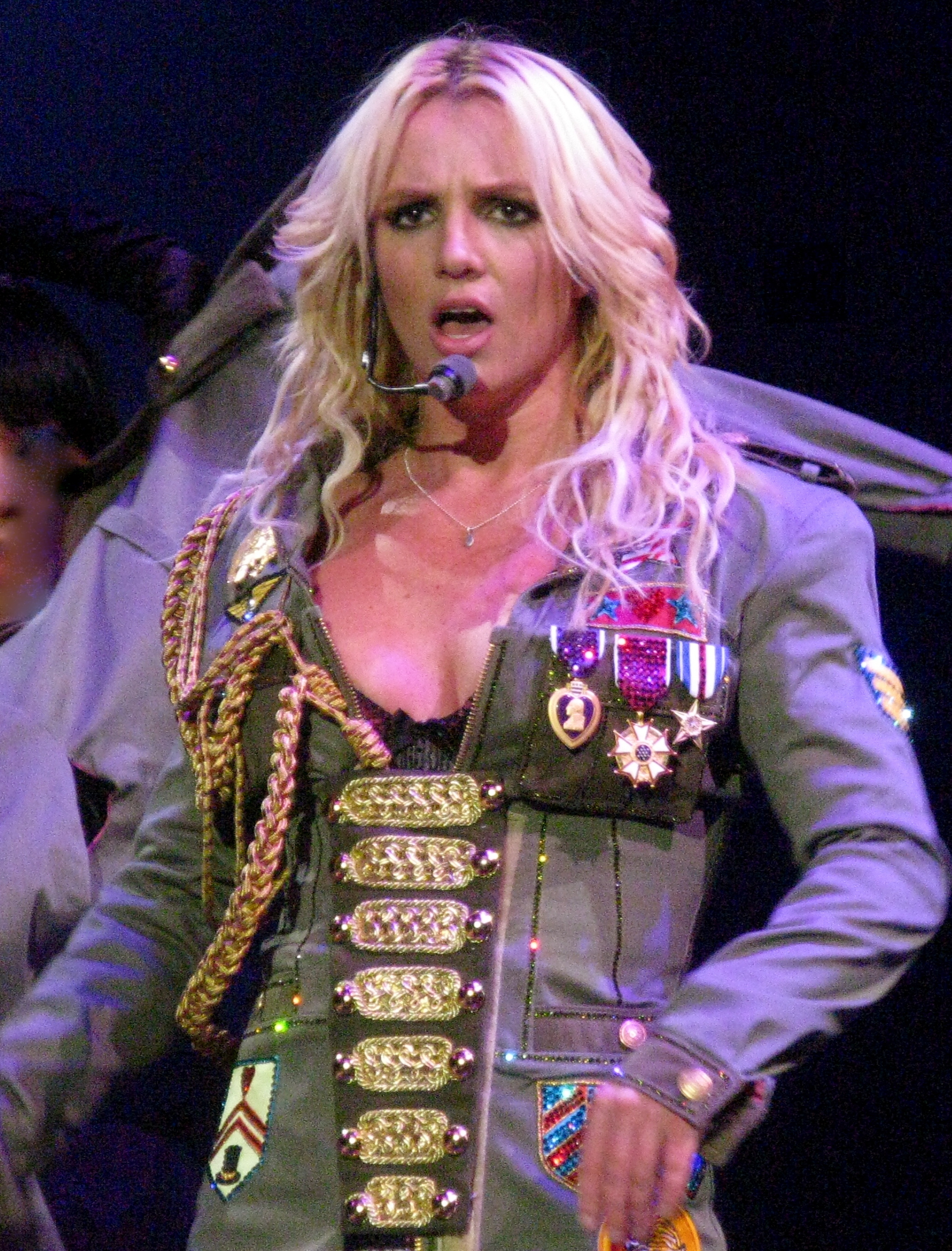
Nghệ sĩ giành giải vào 2005, và nhận được đề cử năm 2010, Britney Spears

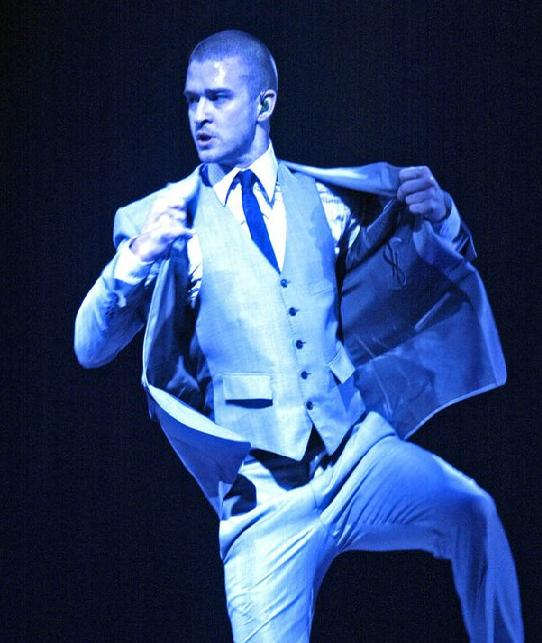
Nghệ sĩ hai lần giành giải, Justin Timberlake

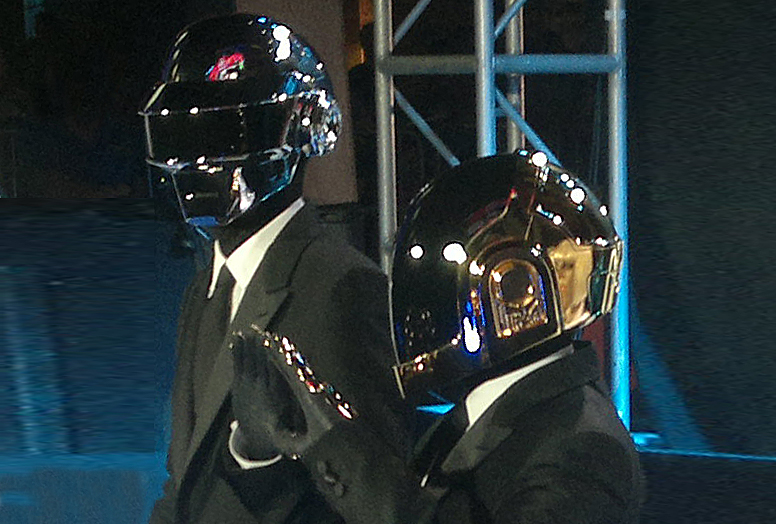
Ban nhạc giành giải vào 2009 Daft Punk.

Nghệ sĩ giành giải vào 2010 và được ba lần đề cử, Lady Gaga

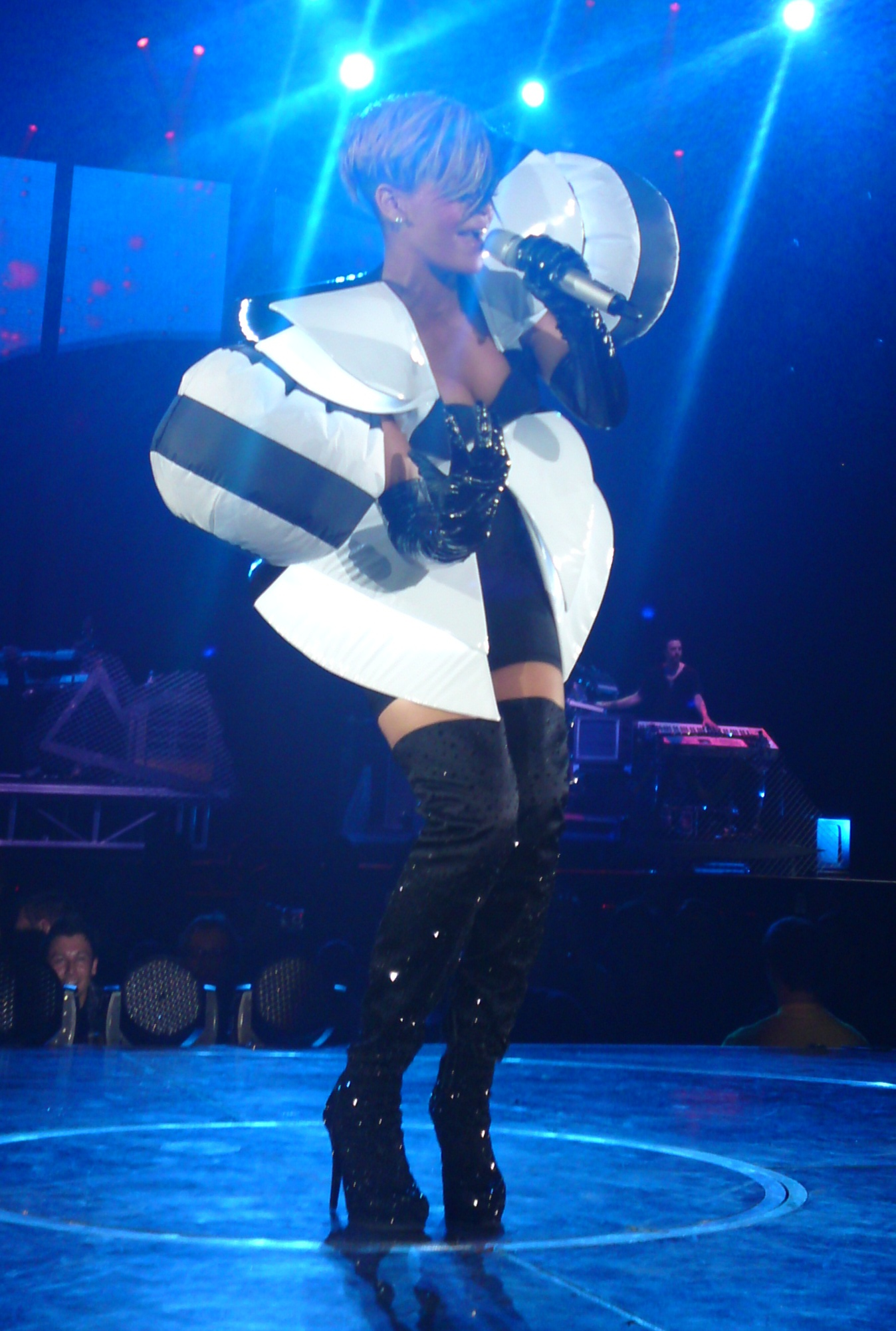
Nghệ sĩ giành giải vào 2011, Rihanna

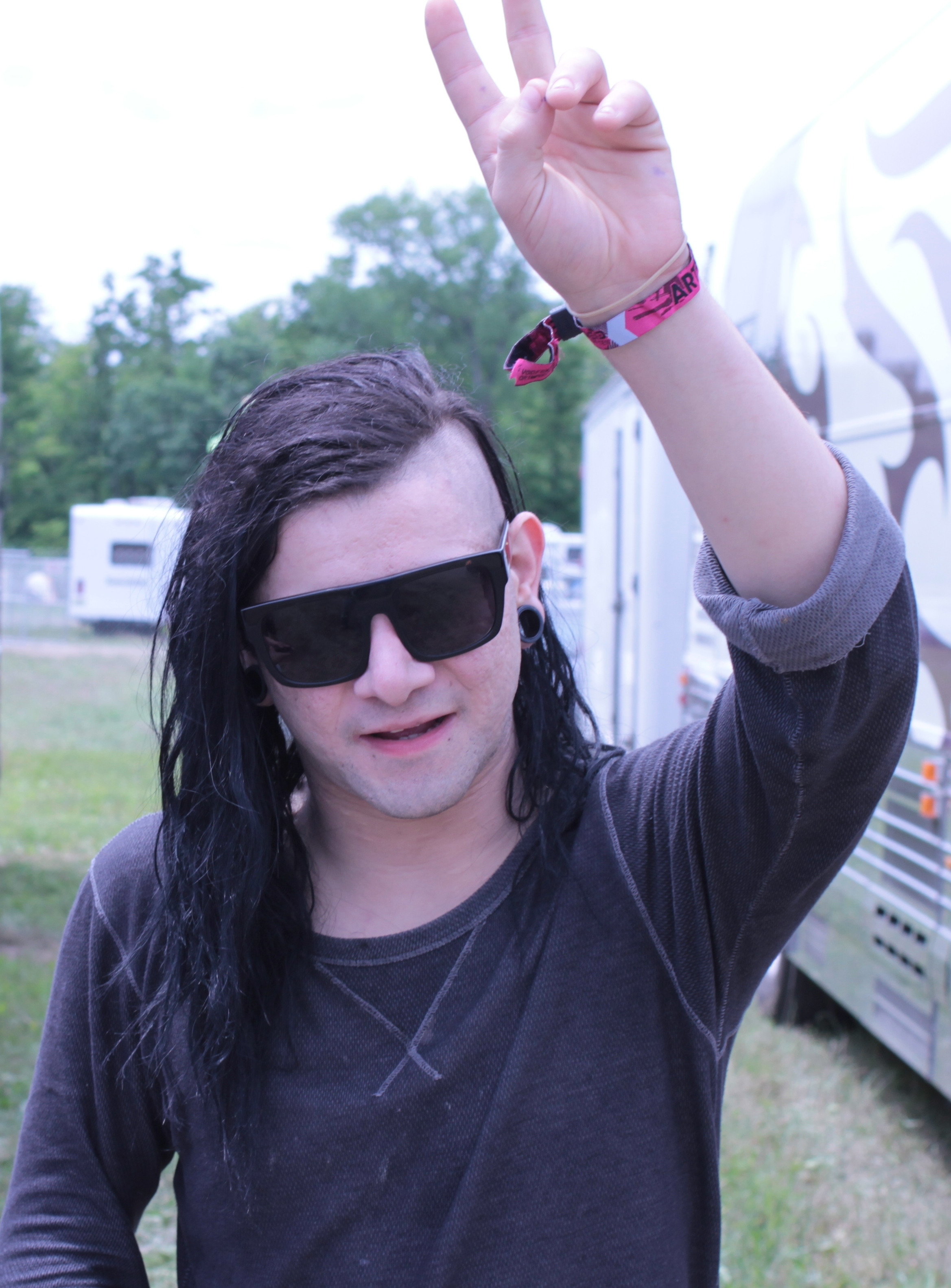
Nghệ sĩ EDM với ba lần giành giải, Skrillex

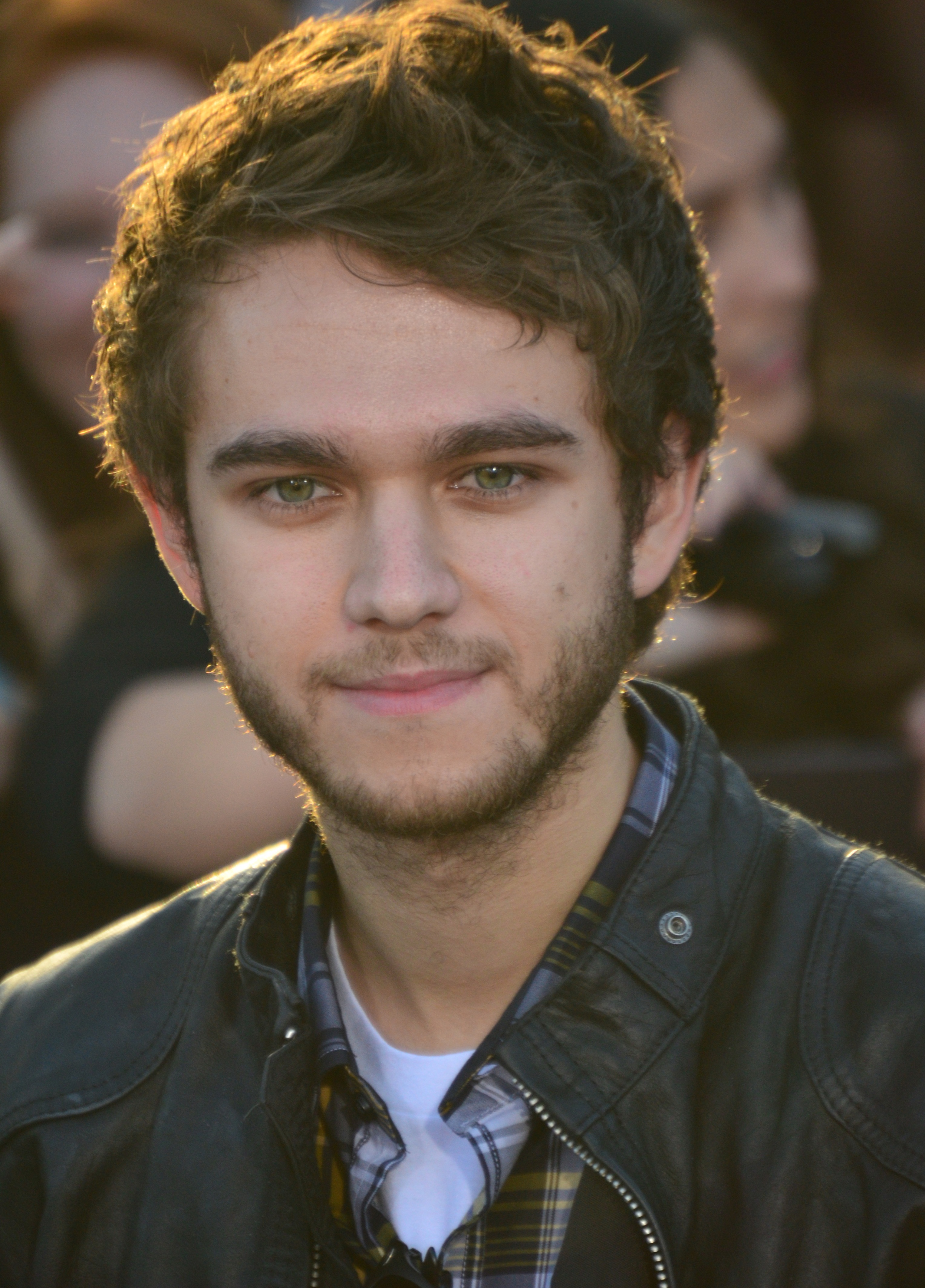
Nghệ sĩ giành giải vào 2014, Zedd

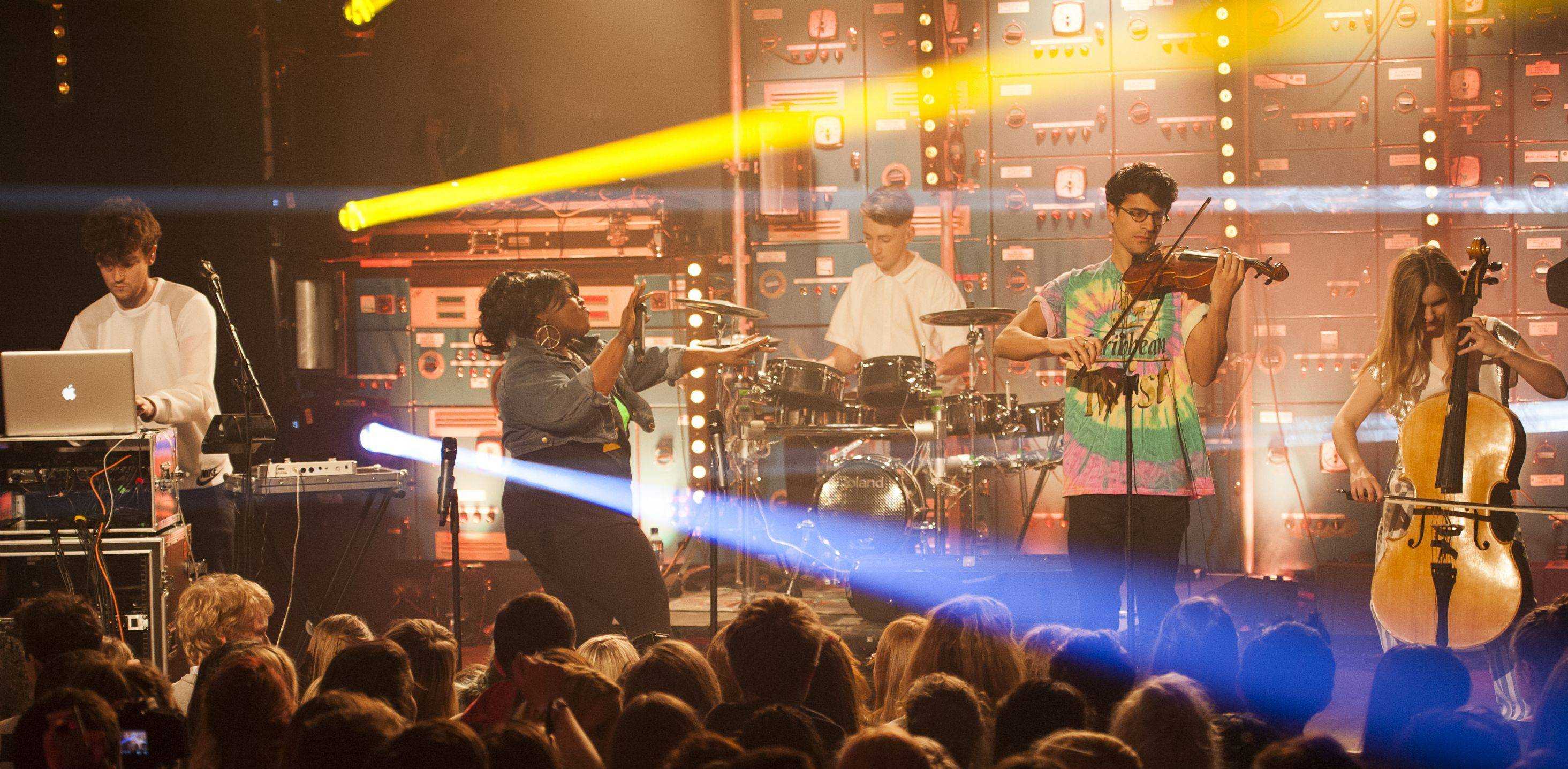
Nghệ sĩ giành giải vào 2015, Clean Bandit.

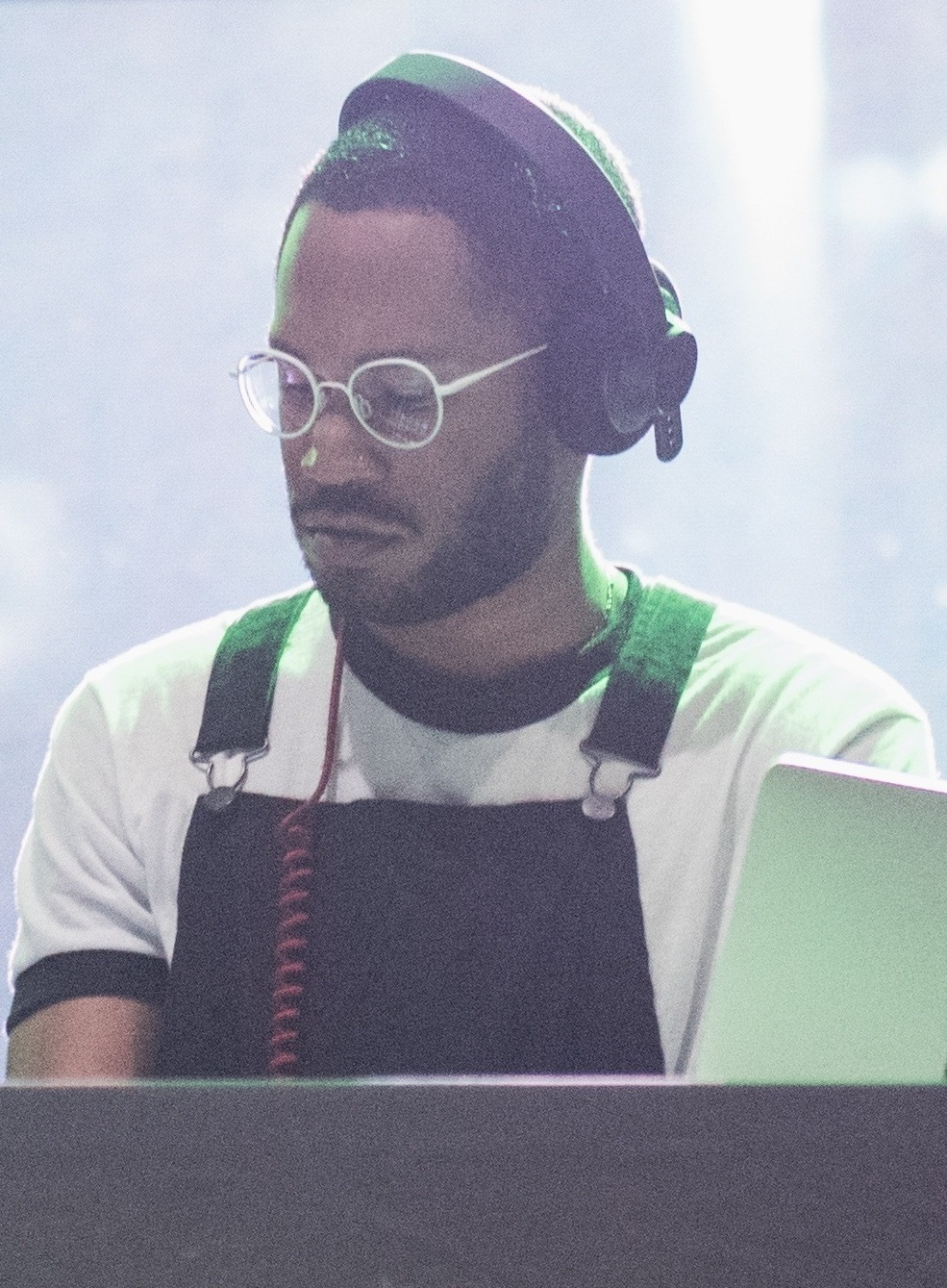
Nghệ sĩ giành giải vào 2021, Kaytranada.

| Năm[I] | Nghệ sĩ thắng cử | Tác phẩm được đề cử                             | Các đề cử khác | Nguồn  |
| ------ | --- | ----------------------------------------------- | --- | ------ |
| 1998   | Donna Summer Giorgio Moroder | "Carry On"                                      | - Quad City DJ's – "Space Jam" | [ 8 ]  |
| 1999   | Madonna | "Ray of Light"                                  | - Cyndi Lauper – "Disco Inferno" | [ 9 ]  |
| 2000   | Cher | "Believe"                                       | - Donna Summer – "I Will Go with You (Con te partirò)" | [ 10 ] |
| 2001   | Baha Men | "Who Let the Dogs Out?"                         | - Moby – "Natural Blues" | [ 11 ] |
| 2002   | Janet Jackson | "All for You"                                   | - Lionel Richie – "Angel" | [ 12 ] |
| 2003   | Dirty Vegas | "Days Go By"                                    | - No Doubt – "Hella Good" | [ 13 ] |
| 2004   | Kylie Minogue | "Come into My World"                            | - Télépopmusik – "Breathe" | [ 14 ] |
| 2005   | Britney Spears | "Toxic"                                         | - The Chemical Brothers – "Get Yourself High" | [ 15 ] |
| 2006   | The Chemical Brothers và Q-Tip | "Galvanize"                                     | - New Order – "Guilt Is a Useless Emotion" | [ 16 ] |
| 2007   | Justin Timberlake và Timbaland[II] | "SexyBack"                                      | - Pet Shop Boys – "I'm with Stupid" | [ 2 ]  |
| 2008   | Justin Timberlake | "LoveStoned/I Think She Knows"                  | - The Chemical Brothers – "Do It Again" | [ 17 ] |
| 2009   | Daft Punk | "Harder, Better, Faster, Stronger (Alive 2007)" | - Sam Sparro – "Black and Gold" | [ 18 ] |
| 2010   | Lady Gaga | "Poker Face"                                    | - The Black Eyed Peas – "Boom Boom Pow" | [ 19 ] |
| 2011   | Rihanna | "Only Girl (In the World)"                      | - Robyn – "Dancing on My Own" | [ 20 ] |
| 2012   | Skrillex | "Scary Monsters and Nice Sprites"               | - Swedish House Mafia – "Save the World" | [ 21 ] |
| 2013   | Skrillex và Sirah | "Bangarang"                                     | - Al Walser – "I Can't Live Without You" | [ 22 ] |
| 2014   | Zedd hợp tác cùng Foxes | "Clarity"                                       | - Duke Dumont hợp tác cùng A*M*E và MNEK – "Need U (100%)" - Calvin Harris hợp tác cùng Florence Welch – "Sweet Nothing" - Kaskade – "Atmosphere" - Armin Van Buuren hợp tác cùng Trevor Guthrie – "This Is What It Feels Like" | [ 23 ] |
| 2015   | Clean Bandit hợp tác cùng Jess Glynne[II] | "Rather Be"                                     | - Basement Jaxx – "Never Say Never" - Disclosure hợp tác cùng Mary J. Blige – "F for You" - Duke Dumont hợp tác cùng Jax Jones – "I Got U" - Zhu – "Faded" | [ 24 ] |
| 2016   | Skrillex and Diplo hợp tác cùng Justin Bieber[II] | "Where Are Ü Now"                               | - Above & Beyond hợp tác cùng Zoë Johnston – "We're All We Need" - The Chemical Brothers – "Go" - Flying Lotus hợp tác cùng Kendrick Lamar – "Never Catch Me" - Galantis – "Runaway (U & I)" | [ 25 ] |
| 2017   | The Chainsmokers hợp tác với Daya · The Chainsmokers - nhà sản xuất; Jordan "DJ Swivel" Young - người hòa âm                                                | "Don't Let Me Down"                             | - Bob Moses - "Tearing Me Up" - Flume hợp tác với Kai - "Never Be like You" - Riton hợp tác với Kah-Lo - "Rinse & Repeat" - Sofi Tukker - "Drinkee" | [ 26 ] |
| 2018   | LCD Soundsystem · James Murphy - nhà sản xuất và hòa âm | "Tonite"                                        | - Bonobo hợp tác với Innov Gnawa – "Bambro Koyo Ganda" - CamelPhat & Elderbrook – "Cola" - Gorillaz hợp tác với DRAM – "Andromeda" - Odesza hợp tác với WYNNE & Mansionair – "Line of Sight" | [ 27 ] |
| 2019   | Silk City (Diplo và Mark Ronson) và Dua Lipa · Jarami, Alexia Metric, Ritton & Silk City - nhà sản xuất; · Josh Gudwin, hòa âm                              | "Electricity"                                   | - Above & Beyond featuring Richard Bedford – "Northern Soul" - Disclosure ft Fatoumata Diawara – "Ultimatum" - Fisher – "Losing It" - Virtual Self – "Ghost Voices" | [ 28 ] |
| 2020   | The Chemical Brothers | "Got to Keep On"                                | - Bonobo - "Linked" - Meduza ft Goodboys – "Piece of Your Heart" - Rüfüs Du Sol – "Underwater" - Skrillex & Boys Noize featuring Ty Dolla $ign – "Midnight Hour" | [ 29 ] |
| 2021   | Kaytranada hợp tác với Kali Uchis · Kaytranada - nhà sản xuất · Neal H Pogue - người trộn âm                                                                | "10%"                                           | - Diplo & Sidepiece – "On My Mind" (Diplo & SIDEPIECE - nhà sản xuất; Luca Pretolesi - người trộn âm) - Disclosure hợp tác với Aminé & Slowthai – "My High" (Guy Lawrence & Howard Lawrence - nhà sản xuất; Guy Lawrence - người trộn âm) - Flume hợp tác với Toro y Moi – "The Difference" (Flume - nhà sản xuất; Eric J Dubowsky - người trộn âm) - Jayda G – "Both of Us" (Fred Again.. & Jayda G - nhà sản xuất; Fred Again.. & Jayda G - người trộn âm) | [ 30 ] |
| 2022   | Rüfüs du Sol · Jason Evigan - nhà sản xuất · Cassian - người trộn âm                                                                                        | "Alive"                                         | - Afrojack & David Guetta – "Hero" (Afrojack, David Guetta, Kuk Harrell và Stargate - nhà sản xuất; Elio Debets - người trộn âm) - Ólafur Arnalds hợp tác với Bonobo – "Loom" (Ólafur Arnalds và Simon Green - nhà sản xuất; Ólafur Arnalds - người trộn âm) - James Blake – "Before" (James Blake và Dom Maker - nhà sản xuất; James Blake - người trộn âm) - Bonobo & Totally Enormous Extinct Dinosaurs – "Heartbreak" (Simon Green và Orlando Higginbottom - nhà sản xuất kiêm trộn âm) - Caribou – "You Can Do It" (Dan Snaith - nhà sản xuất; David Wrench - người trộn âm) - Tiësto – "The Business" (Hightower, Julia Karlsson and Tiësto - nhà sản xuất; Tiësto, mixer) | [ 31 ] |
| 2023   | Beyoncé · Beyoncé, Terius "The-Dream" Gesteelde-Diamant, Jens Christian Isaksen & Christopher "Tricky" Stewart nhà sản xuất · Stuart White - người trộn âm) | "Break My Soul"                                 | - Bonobo – "Rosewood" (Simon Green - nhà sản xuất; Simon Green - người trộn âm) - Diplo & Miguel – "Don't Forget My Love" (Diplo & Maximilian Jaeger - nhà sản xuất; Luca Pretolesi - người trộn âm) - David Guetta & Bebe Rexha – "I'm Good (Blue)" (David Guetta & Timofey Reznikov - nhà sản xuất; Serban Ghenea - người trộn âm) - Kaytranada hợp tác với H.E.R. – "Intimidated" (H.E.R. & Kaytranada - nhà sản xuất; Kaytranada - người trộn âm) - Rüfüs du Sol – "On My Knees" (Jason Evigan & Rüfüs du Sol - nhà sản xuất; Cassian Stewart-Kasimba - người trộn âm) | [ 32 ] |
| 2024   | Skrillex, Fred Again & Flowdan · BEAM, Elley Duhé, Fred Again & Skrillex - nhà sản xuất; Skrillex - người trộn âm                                           | "Rumble"                                        | - Aphex Twin – "Blackbox Life Recorder 21f" (Richard D James - nhà sản xuất; Richard D James - người trộn âm) - James Blake – "Loading" (James Blake & Dom Maker - nhà sản xuất; James Blake - người trộn âm) - Disclosure – "Higher Than Ever Before" (Cirkut, Guy Lawrence & Howard Lawrence - nhà sản xuất; Guy Lawrence - người trộn âm) - Romy & Fred Again – "Strong" (Fred Again, Stuart Price & Romy - nhà sản xuất; Fred Again & Stuart Price - người trộn âm) - Skrillex, Fred Again & Flowdan – "Rumble" (Fred Again & Skrillex - nhà sản xuất; Skrillex - người trộn âm)                                                                                             | [ 33 ] |
| 2025   | Justice & Tame Impala · Gaspard Augé & Xavier De Rosnay - nhà sản xuất; Gaspard Augé, Xavier De Rosnay, Damien Quintard & Vincent Taurelle - người trộn âm  | "Neverender"                                    | - Disclosure – "She's Gone, Dance On" (Guy Lawrence & Howard Lawrence - nhà sản xuất; Guy Lawrence - người trộn âm) - Four Tet – "Loved" (Kieran Hebden - nhà sản xuất; Kieran Hebden - người trộn âm) - Fred Again & Baby Keem – "Leavemealone" (Boo, Fred Again, Alex Gibson, Kieran Hebden, Loose, Skrillex & Sid Stone - nhà sản xuất; Fred Again.. & Jay Reynolds - người trộn âm) - Kaytranada & Childish Gambino – "Witchy" (Lauren D'Elia & KAYTRANADA - nhà sản xuất; Neal H Pogue - người trộn âm) | [ 34 ] |

^[I]  Các năm thắng giải đều được liên kết với lễ trao giải Grammy năm đó.
^[II]  Các nghệ sĩ cùng một quốc tịch thắng giải.